# 마스코 여왕
나미노미야 마스코 여왕(比宮 増子女王, 쇼토쿠 원년 음력 10월 19일 (1711년 11월 28일) ~ 교호 18년 음력 10월 3일 (1733년 11월 9일))은 에도 막부 9대 쇼군 도쿠가와 이에시게의 쇼군 후계자 시절의 고렌쥬 (정실)이다. 후시미노미야 쿠니나가 친왕의 4녀이고, 아명은 나미노미야(比宮)이다. 법명은 쇼메이인(證明院)이다. 휘에 마스코(培子)라고 쓰인것도 있다. 이에시게의 아버지 도쿠가와 요시무네가 키슈번주 시절의 고렌쥬였던 마사코 여왕은 작은어머니뻘이다.

## 내력
교호 16년 (1731년)에 이에시게와 혼인해, 에도성 니시노마루에 들어가 「고렌쥬사마(御簾中様)」로 불렸다. 교호 17년 (1732년)에는 이에시게와 배로 스미다 강을 유람했다.
교호 18년 (1733년)에 임신했지만, 9월 11일에 조산했지만 태어난 아이는 곧 사망했고, 마스코도 산후 회복이 나빠 10월 3일에 23살의 나이로 요절했다. 묘소는 칸에이지, 종2위에 추증되었다. 계명은 증명원지안진혜대자(證明院智岸真恵大姉)이다.
이에시게는 그 후로 다시 정실을 맞이하지 않았다.

## 등장 작품
- 오오쿠 (1968년, 칸사이테레비, 배우 : 사사키 아이)
- 그림자 군단Ⅱ (1981년, 칸사이테레비, 배우 : 카다 유코)
- 8대 쇼군 요시무네 (1995년, NHK대하드라마, 배우 : 하타다 리에)

## 관련목록
- 후시미노미야